# نمودار درختی تجزیه
نمودار درختی، در زبان‌شناسی، روشی تصویری برای تجزیه جمله‌ها و عبارت‌ها به اجزای کوچکتر است.
نمودار درختی تجزیه یا نمودار و ترکیب یا نمودار درختی.. یا نمودار درختی مشتق نموداری درختی ریشه‌ای (بنیادی) و منظم است که ساختار نحوی یک زنجیره (رشته) را مطابق با دستور زبان (گرامر) با فرض مستقل بودن از متن، ارائه می‌کند.
نمودارهای درختی تجزیه و تحلیل معمولاً براساس یکی از دو رابطهٔ همبستگی یا وابستگی ساخته می‌شود. نمونه‌های درختی تجزیه و ترکیب از نمودارهای درختی تجزیه و تحلیل و همچنین از نمودارهای درختی نحو انتزاعی ذهنی (به زبان ساده همان نمودارهای درختی نحو) که ساختار و عناصرشان به طرزدقیق تری نحو زبان داده ورودی را منعکس می‌کنند، متمایز هستند. نمودارهای درختی تجزیه و ترکیب ممکن است برای جمله‌ها در زبان‌های طبیعی (پردازش زبان طبیعی را ببینید) و همچنین در طول پردازش زبان‌های کامپیوتر مانند برنامه‌ریزی، تولید شوند.